# Tylostigma
Tylostigma – rodzaj roślin z rodziny storczykowatych (Orchidaceae). Rodzaj ten jest endemitem Madagaskaru. Większość gatunków z tego rodzaju to rośliny naziemne rosnące na mokrych, torfowych glebach lub bagnach. Występują na wysokościach 1400 – 2500 m.

## Morfologia
Łodyga smukła i wyprostowana, bezlistna lub rzadko z jednym liściem u nasady łodygi. Liście mięsiste, bocznie lancetowate i ostre. Kwiatostan rozgałęziony, z dość dużą liczbą kwiatów. Kwiaty małe i gładkie. Warżka podobnej wielkości jak płatki. Słupek krótki i dwuklapowy.

## Systematyka
Rodzaj sklasyfikowany do podplemienia Orchidinae w plemieniu Orchideae, podrodzina storczykowe (Orchidoideae), rodzina storczykowate (Orchidaceae), rząd szparagowce (Asparagales) w obrębie roślin jednoliściennych.
Wykaz gatunków
- Tylostigma filiforme H.Perrier
- Tylostigma foliosum Schltr.
- Tylostigma herminioides Schltr.
- Tylostigma hildebrandtii (Ridl.) Schltr.
- Tylostigma madagascariense Schltr.
- Tylostigma nigrescens Schltr.
- Tylostigma perrieri Schltr.
- Tylostigma tenellum Schltr.